# Мариана (Бразилия)
Мариана (порт. Mariana) — муниципалитет в Бразилии, входит в штат Минас-Жерайс. Составная часть мезорегиона Агломерация Белу-Оризонти. Входит в экономико-статистический микрорегион Ору-Прету. Население составляет 53 015 человек на 2006 год. Занимает площадь 1193,293 км². Плотность населения — 44,4 чел./км².
Праздник города — 16 июля.

## История
Город основан 16 июля 1696 года.

## Статистика
- Валовой внутренний продукт на 2003 год составляет 550 599 182,00 реалов (данные: Бразильский институт географии и статистики).
- Валовой внутренний продукт на душу населения на 2003 год составляет 10 984,96 реалов (данные: Бразильский институт географии и статистики).
- Индекс развития человеческого потенциала на 2000 год составляет 0,772 (данные: Программа развития ООН).

## География
Климат местности: горный тропический.

## Галерея

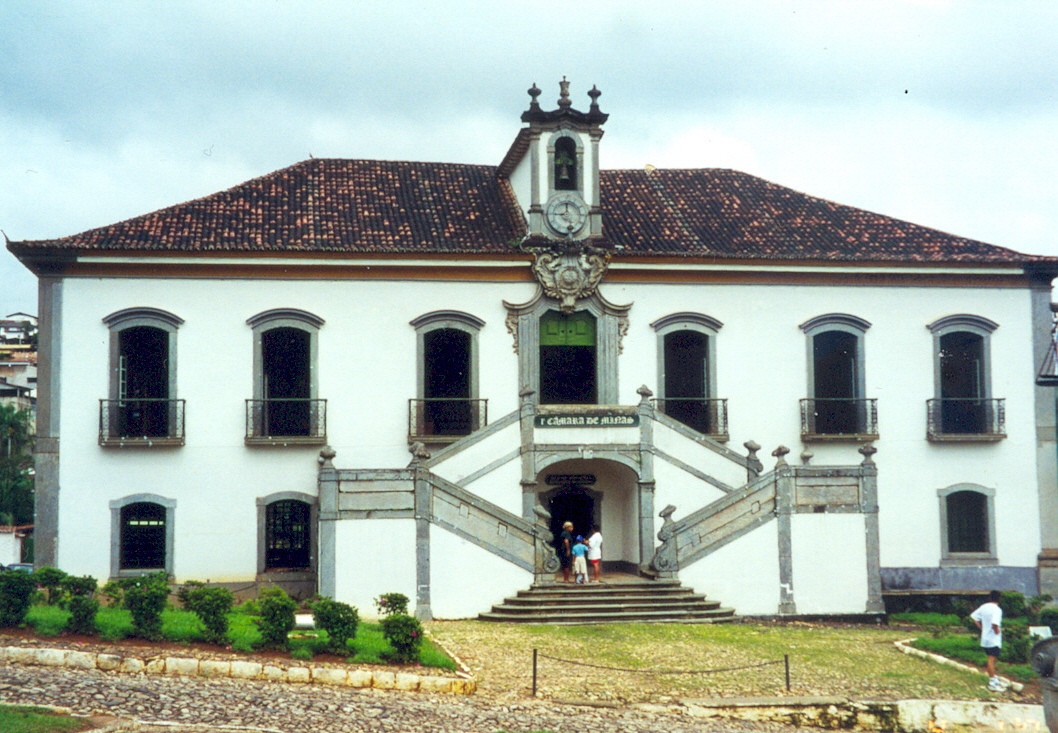
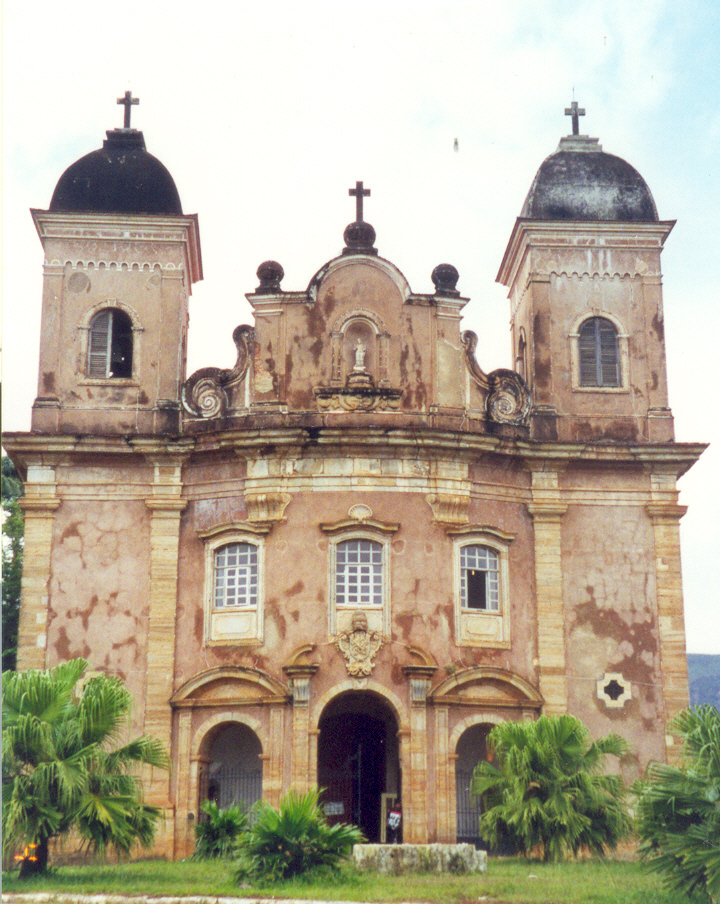
Собор
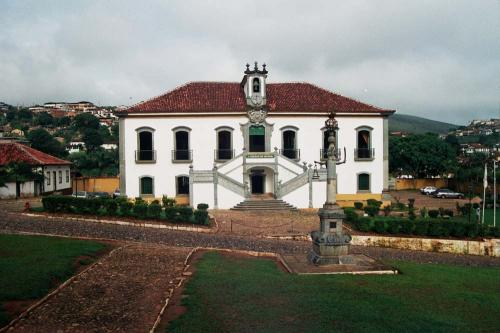